# Списак банака у Србији
Пословање банака у Србији регулише централна банка Народна банка Србије. У Србији послује 20 комерцијалних банака. У већини њих, највећи акционари су правна лица из иностранства, док држава има пакете акција у две банке. На територији Србије налазе се и представништва трију иностраних банака.

## Централна банка
Централна банка у Србији је Народна банка Србије. Основана је 2. јула 1884. године, као Привилегована народна банка Краљевине Србије. Основне функције Народне банке Србије су да утврђује и спроводи монетарну политику, води политику курса динара, чува девизне резерве и управља њима, издаје новчанице и ковани новац и стара се о функционисању платног промета као и да регулише рад банака на територији Србије. Године 2004. надлежности Народне Банке су проширене на надзор над обављањем делатности осигурања.

## Комерцијалне банке
Према подацима из марта 2024. у Србији послује 20 комерцијалних банака које укупно имају 21991 запослених. Најмање радника имају BANK OF CHINA SRBIJA (30), MIRABANK (42) и Српска банка (87), док највише радника имају BANCA INTESA (3104), OTP Banka (2730) и Банка Поштанска штедионица (2698).
| Бр. | Име банке                                     | Седиште                               | Највећи акционари (преко 5%)                                  | Укупан % | SWIFT    | ЈИБ | Дозвола за рад                           | Реф.   |
| --- | --------------------------------------------- | ------------------------------------- | ------------------------------------------------------------- | -------- | -------- | --- | ---------------------------------------- | ------ |
| 1.  | Addiko Bank                                   | Милутина Миланковића 7в, Нови Београд | Addiko Bank AG, WIPPLINGER STR. 34/4, Беч, Аустрија           | 100.00%  | HAABRSBG | 165 | Решење НБЈ O.бр. 38 од 27.02.1991.       | [ 2 ]  |
| 2.  | Агроиндустријско комерцијална банка АИК Банка | Булевар Михаила Пупина 115 ђ, Београд | Брокерско дилерско друштво "M and V Investments" а.д. Београд | 100.00%  | AIKBRS22 | 105 | Решење НБЈ О. бр. 194 oд 28.6.1993.      | [ 3 ]  |
| 3.  | ALTA Banka                                    | Булевар Зорана Ђинђића 121, Београд   | ALTA PAY GROUP DOO Београд                                    | 100.00%  | JMBNRSBG | 190 | Решење НБЈ Г. бр. 628 од 20.10.1997.     | [ 4 ]  |
| 4.  | Adriatic Bank                                 | Далматинска 22, Београд               | Alexander Shnaider, Kochav Yair, Izrael                       | 100.00%  | LIKIRSBG | 145 | Решење НБЈ О.бр. 269 од 12.11.1990.      | [ 5 ]  |
| 5.  | API Bank                                      | Булевар војводе Бојовића 6-8, Београд | AZRS INVEST d.o.o. Београд                                    | 100.00%  | APIBRSBG | 92  | Решење НБС Г. бр. 4164 од 13.5.2008.     | [ 6 ]  |
| 6.  | BANCA INTESA                                  | Милентија Поповића 7б, Београд        | Intesa Holding International S.A.                             | 100.00%  | DBDBRSBG | 160 | Решење НБЈ O.бр. 274 од 19.9.1991.       | [ 7 ]  |
| 7.  | Банка Поштанска штедионица                    | Краљице Марије 3, Београд             | Република Србија                                              | 78.54%   | SBPORSBG | 200 | Решење НБЈ Г.бр. 5012 од 21.11.2002.     | [ 8 ]  |
| 7.  | Банка Поштанска штедионица                    | Краљице Марије 3, Београд             | ЈП Пошта Србије                                               | 13.29%   | SBPORSBG | 200 | Решење НБЈ Г.бр. 5012 од 21.11.2002.     | [ 8 ]  |
| 8.  | BANK OF CHINA SRBIJA                          | Булевар Зорана Ђинђића 2а, Београд    | Bank of China (Europe) S.A., Луксембург.                      | 100.00%  | BKCHRSBG | 385 | Решење НБС ИО.бр 105 од 20.12.2016.      | [ 9 ]  |
| 9.  | Ерсте банка                                   | Булевар ослобођења 5, Нови Сад        | ERSTE GROUP BANK AG                                           | 74.00%   | GIBARS22 | 340 | Решење НБЈ O. бр. 202 од 20.12.1989.     | [ 10 ] |
| 9.  | Ерсте банка                                   | Булевар ослобођења 5, Нови Сад        | Steiermärkische Bank und Sparkassen AG, Грац                  | 26.00%   | GIBARS22 | 340 | Решење НБЈ O. бр. 202 од 20.12.1989.     | [ 10 ] |
| 10. | EUROBANK DIREKTNA                             | Вука Караџића 10 Београд              | Agroindustrijsko komercijalna banka "AIK Banka" a.d. Beograd  | 100%     | ERBKRSBG | 150 | Решење НБЈ Г.бр. 633 од 21.10.1997.      | [ 11 ] |
| 11. | Халкбанка                                     | Милутина Миланковића 9e, Београд      | TURKISH HALK BANK INC                                         | 100%     | CABARS22 | 155 | Решење НБЈ O. бр. 328 oд 26.12.1990.     | [ 12 ] |
| 12. | NLB Komercijalna banka                        | Булевар Михајла Пупина 165В, Београд  | NLB D.D. Љубљана                                              | 100%     | KOBBRSBG | 205 | Решење НБЈ О.бр. 206 од 3.7.1991.        | [ 13 ] |
| 13. | MIRABANK                                      | Шпанских бораца 1, Београд            | Duingraaf Financial Investments B.V. Амстердам, Холандија     | 100%     | MRBNRSBG | 380 | Решење НБС ИО бр. 58 од 16.12. 2014.     | [ 14 ] |
| 14. | Јетел банка                                   | Омладинских бригада 88, Београд       | PPF Financial Holdings a.s., Праг, Чешка                      | 100%     | AAAARSBG | 115 | Решење НБЈ Г.бр. 346 од 24.4.1996.године | [ 15 ] |
| 15. | 3 Banka                                       | Булевар ослобођења 2a, Нови Сад       | UMWELTBANK AKTIENGESELLSCHAFT                                 | 30.00%   | OPPBRS22 | 370 | Решење НБС Г.бр. 2683 од 7.02.2007.      | [ 16 ] |
| 15. | 3 Banka                                       | Булевар ослобођења 2a, Нови Сад       | OTI-OPPORT.TRANSFORM.INV                                      | 19.99%   | OPPBRS22 | 370 | Решење НБС Г.бр. 2683 од 7.02.2007.      | [ 16 ] |
| 15. | 3 Banka                                       | Булевар ослобођења 2a, Нови Сад       | GLS GEMEINSCHAFTSBANK                                         | 19.99%   | OPPBRS22 | 370 | Решење НБС Г.бр. 2683 од 7.02.2007.      | [ 16 ] |
| 15. | 3 Banka                                       | Булевар ослобођења 2a, Нови Сад       | LEGAL OWNER TRIODOSFUNDS BV                                   | 14%      | OPPBRS22 | 370 | Решење НБС Г.бр. 2683 од 7.02.2007.      | [ 16 ] |
| 15. | 3 Banka                                       | Булевар ослобођења 2a, Нови Сад       | TRIODOS SICAV II                                              | 14%      | OPPBRS22 | 370 | Решење НБС Г.бр. 2683 од 7.02.2007.      | [ 16 ] |
| 16. | OTP Banka                                     | Трг Слободе 5, Нови Сад               | OTP Bank PLC, Будимпешта, Мађарска                            | 100%     | OTPVRS22 | 325 | Решење НБЈ Г.бр. 415 од 5.5.1995.        | [ 17 ] |
| 17. | ProCredit Banka                               | Милутина Миланковића 17, Београд      | ProCredit Holding AG (IMI)                                    | 100%     | PRCBRSBG | 220 | Решење НБЈ Г.бр. 538 од 05.04.2001.      | [ 18 ] |
| 18. | Raiffeisen banka                              | Ђорђа Станојевића 16, Београд         | Raiffeisen SEE Region Holding Gmbh, BEE                       | 100%     | RZBSRSBG | 265 | Решење НБЈ Г.бр. 318 од 09.03.2001.      | [ 19 ] |
| 19. | Српска банка                                  | Савска 25, Београд                    | Република Србија                                              | 76.69%   | SRBNRSBG | 295 | Решење НБЈ Г. бр. 920 од 4.11.1996.      | [ 20 ] |
| 19. | Српска банка                                  | Савска 25, Београд                    | Jugoimport SDPR                                               | 23.31%   | SRBNRSBG | 295 | Решење НБЈ Г. бр. 920 од 4.11.1996.      | [ 20 ] |
| 20. | UniCredit Banka                               | Рајићева 27-29, Београд               | UniCredit SpA, Милано, Италија                                | 100.00%  | BACXRSBG | 170 | Решење НБЈ Г.бр. 1437 од 2.7.2001.       | [ 21 ] |

### Преименовања
| Бр. | Име банке              | Промене назива |
| --- | ---------------------- | --- |
| 1.  | Addiko Bank            | 8.7.2016. године, HYPO ALPE-ADRIA-BANK AD BEOGRAD је променила пословно име у ADDIKO BANK AD BEOGRAD. |
| 2.  | ALTA Banka             | 27.3.2020. године, Јубмес банка а.д. Београд је променила своје пословно име у ALTA Banka a.d. Beograd. Регистрација промене пословног имена производи правно дејство према трећим лицима наредног дана од дана објављивања.                             |
| 3.  | Adriatic Bank          | 2.6.2017. године Марфин банка а.д. Београд је променила своје пословно име у Expobank, a дана 31.8.2023. године у Adriatic Bank a.d. Beograd. |
| 4.  | API Bank               | Дана 13.9.2013. године Московска банка а.д. Београд је регистровала промену свог пословног имена у ВТБ Банка а.д. Београд а дана 18.10.2018. године у API Bank a.d. Beograd.                                                                             |
| 5.  | EUROBANK DIREKTNA      | 10.12.2021. године, Eurobank a.d. Beograd је променила своје пословно име у Eurobank Direktna akcionarsko društvo Beograd. Регистрација промене пословног имена производи правно дејство према трећим лицима од 11.12.2021. године.                      |
| 6.  | HALKBANK               | 22.10.2015. године, Чачанска банка а.д. Чачак је променила своје пословно име у HALKBANK akcionarsko društvo Beograd. |
| 7.  | NLB Komercijalna banka | 29.4.2022. године, Komercijalna banka a.d. Beograd је променила своје пословно име у NLB Komercijalna banka AD Beograd. Регистрација промене пословног имена производи правно дејство према трећим лицима од 30.4.2022. године.                          |
| 8.  | MIRABANK               | Банка је уписана у Регистар привредних субјеката Решењем АПР БД 8779 од 5.2.2015. године |
| 9.  | Mobi Banka             | 10.10.2019. године, Telenor banka a.d. Beograd је променила своје пословно име у Mobi Banka a.d. Beograd. Регистрација промене пословног имена производи правно дејство према трећим лицима наредног дана од дана објављивања, тј од 11.10.2019. године. |
| 10. | 3 Banka                | 19.11.2021. године, Opportunity banka a.d. Novi Sad је променила своје пословно име у 3 Banka akcionarsko društvo Novi Sad. Регистрација промене пословног имена производи правно дејство према трећим лицима од 22.11.2021. године                      |
| 11. | OTP Banka              | 25.4.2019. године, OTP Banka Srbija a.d. Novi Sad је променила своје пословно име у Vojvođanska banka a.d. Novi Sad а 30.4.2021. године је променила пословно име у OTP Banka Srbija akcionarsko društvo Novi Sad.                                       |
| 12. | Yettel Banka           | 24.5.2024. године, Mobi Banka AD Beograd је променила своје пословно име у Yettel Bank AD Beograd као процес припајања Јетел групи. |

Списак недавних промјена назива банака због промјене власничке структуре:
- КБЦ банка је 9. маја 2014. промијенила назив у Теленор банка.
- Дунав банка је 18 маја 2015. промијенила назив у mts банка..
- КБМ банка је 8. јула 2016. промијенила назив у Директна банка.
- Србија је 25. септембра промијенила назив у ОТП банка а. д. Србија Београд.
- банка је 27. марта 2020. промијенила назив у Алта банка.
- Crédit Agricole Srbija je 2. септембра 2022. промијенила назив у РБА банка а.д. Нови Сад

## Актива банака
| Пословно име банке                            | Укупна нето билансна актива (у 000 динара) на дан 03.11.2023. |
| --------------------------------------------- | ------------------------------------------------------------- |
| API Bank                                      | 12,908,132                                                    |
| Addiko Bank                                   | 107,645,739                                                   |
| Агроиндустријско комерцијална банка АИК Банка | 455,146,745                                                   |
| BANCA INTESA                                  | 855,029,941                                                   |
| Bank of China Srbija                          | 32,332,213                                                    |
| Банка Поштанска штедионица                    | 477,259,243                                                   |
| Ерсте банка                                   | 359,640,812                                                   |
| EUROBANK DIREKTNA                             | 320,330,471                                                   |
| Adriatic Bank                                 | 19,876,387                                                    |
| Халкбанка                                     | 121,032,893                                                   |
| ALTA Banka                                    | 66,825,484                                                    |
| MIRABANK                                      | 5,351,875                                                     |
| NLB Komercijalna banka                        | 568,122,226                                                   |
| OTP Banka                                     | 792,125,107                                                   |
| 3 Banka                                       | 30,121,386                                                    |
| ProCredit Bank                                | 153,274,035                                                   |
| Raiffeisen banka                              | 665,980,809                                                   |
| Српска банка                                  | 37,791,163                                                    |
| Јетел банка                                   | 30,134,532                                                    |
| Unicredit Bank                                | 600,897,447                                                   |
| УКУПНО:                                       | 5,711,826,640                                                 |

## Угашене банке
Списак банака које су или изгубиле лиценцу због нагомиланих дугова и неликвидности, или су отишле у стечај, или су припојене другим банкама:
- Дафимент банка (мај 1993)
- Југоскандик (јул 1993)
- ББ Славија банка (октобар 2001)
- Београдска банка (јануар 2002)
- Беобанка (јануар 2002)
- Југобанка (јануар 2002)
- Инвестбанка (јануар 2002)
- Борска банка (јануар 2002)
- Ваљевска банка (новембар 2004)
- ЈИК банка (април 2004)
- Српска комерцијална банка (децембар 2005)
- Контрол банка (јануар 2007)
- Медифарм банка (јануар 2007)
- Цептар банка (мај 2007)
- Комбанка (јун 2007)
- Монтекс банка (јул 2007)
- Рај банка (новембар 2007)
- АИК банка Сента (јануар 2008)
- (мај 2008)
- (октобар 2008)
- Астра банка (октобар 2008)
- банка (јануар 2009)
- Развојна банка Војводине (2010)
- Агробанка (мај 2012)
- Нова агробанка (октобар 2012)
- Привредно банка (октобар 2013)
- Универзал банка (фебруар 2014)
- (новембар 2016)
- Јубанка (децембар 2017)
- Југобанка Јубанка (април 2018)
- Пиреус банка (октобар 2018)
- Војвођанска банка (априла 2019)
- банка (априла 2021)
- ОТП банка Србија а. д. (април 2021)
- банка (јул 2021)
- Директна банка (децембар 2021)

У поступку спајања:
- Сбербанка Србија, купила АИК банка у новембру 2021.
- РБА Банка, припојила Рајфајзен банка у 2023.

## Представништва страних банака
У оквиру Народна банке Србије, према подацима од марта 2024, регистрована су представништва страних банака:
- , Су Фолс, Сједињене Америчке Државе
- , Франкфурт на Мајни, Немачка
- Eximbank, Будимпешта, Мађарска